# Mercedes-Benz GLB-Клас
Mercedes-Benz GLB-клас — серія компактних кросоверів від німецької торгової марки Mercedes-Benz, прем'єра якої відбулася в 2019 році. В ієрархії бренду серія перебуває між GLA і GLC-класами. За розмірами кросовери подібні з B-класом, в той час як динамічні характеристики вони запозичили у GLA-класу. Ідеї зовнішнього дизайну запозичені у позашляховиків G-класу.
Автомобіль складе конкуренцію таким моделям, як BMW X1, Audi Q3 і п'ятидверні версії Range Rover Evoque.

## Розробка

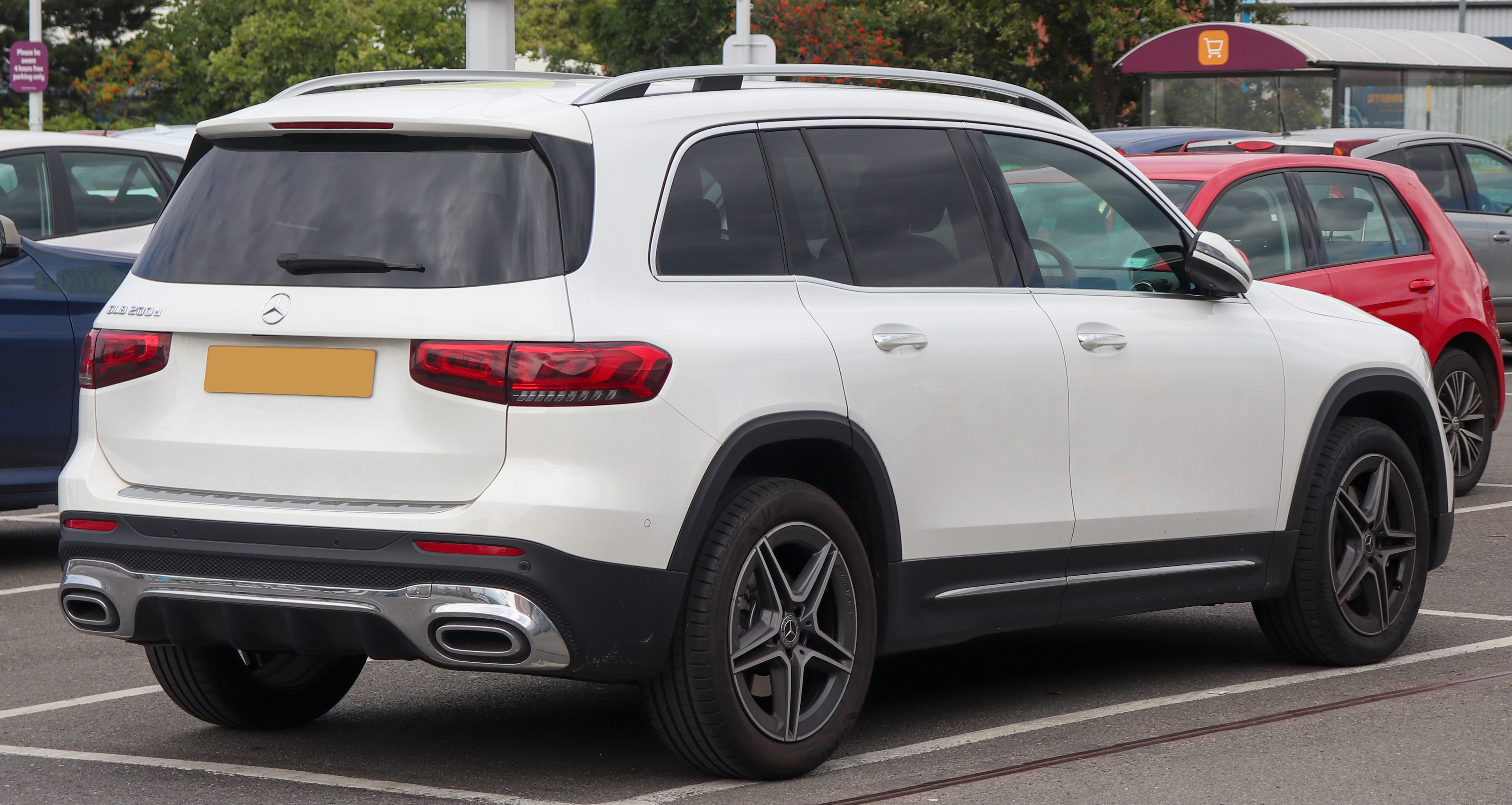
Mercedes-Benz GLB 200 AMG Line (X247)

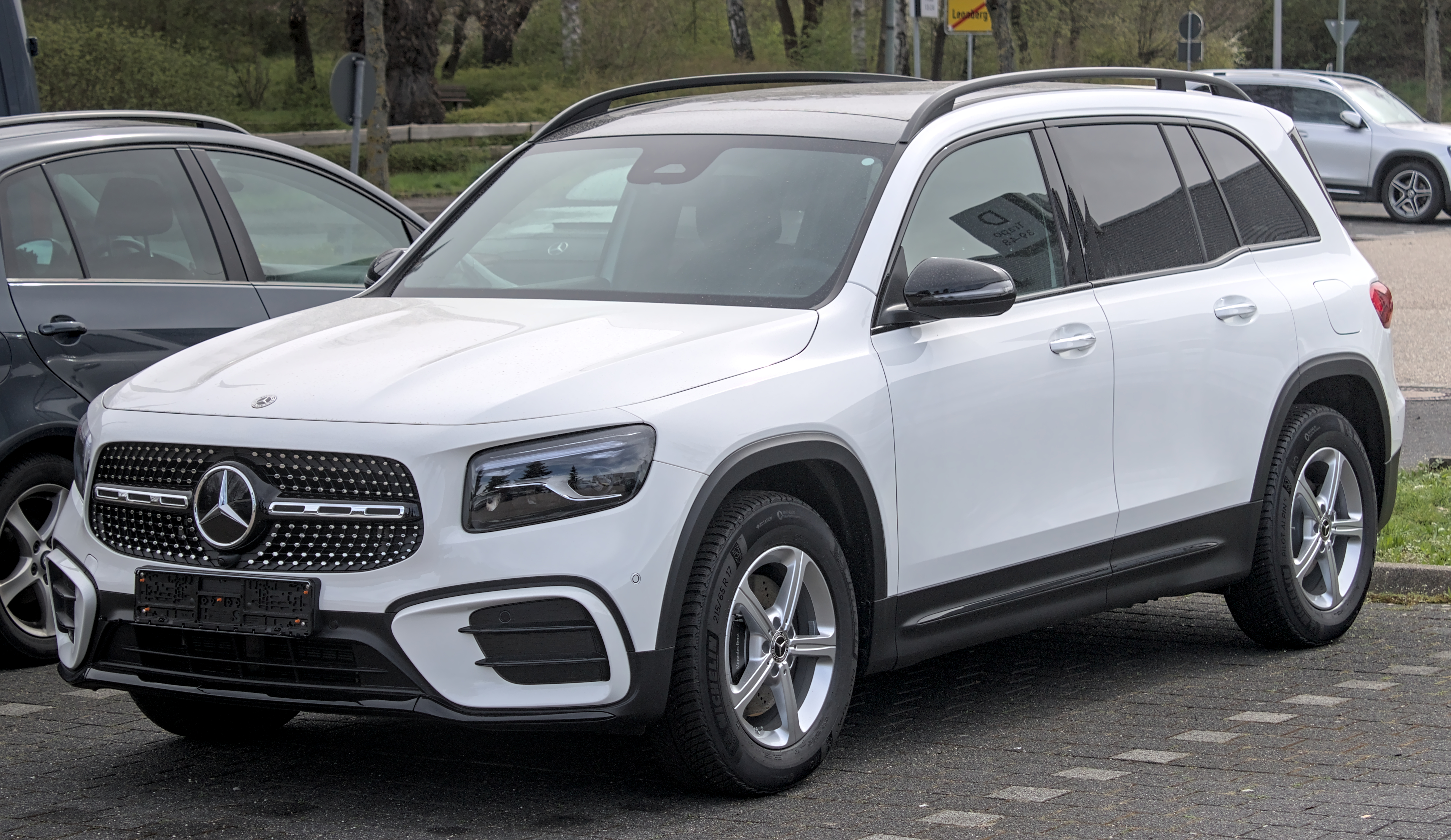
Mercedes-Benz GLB 250 (з 2023)

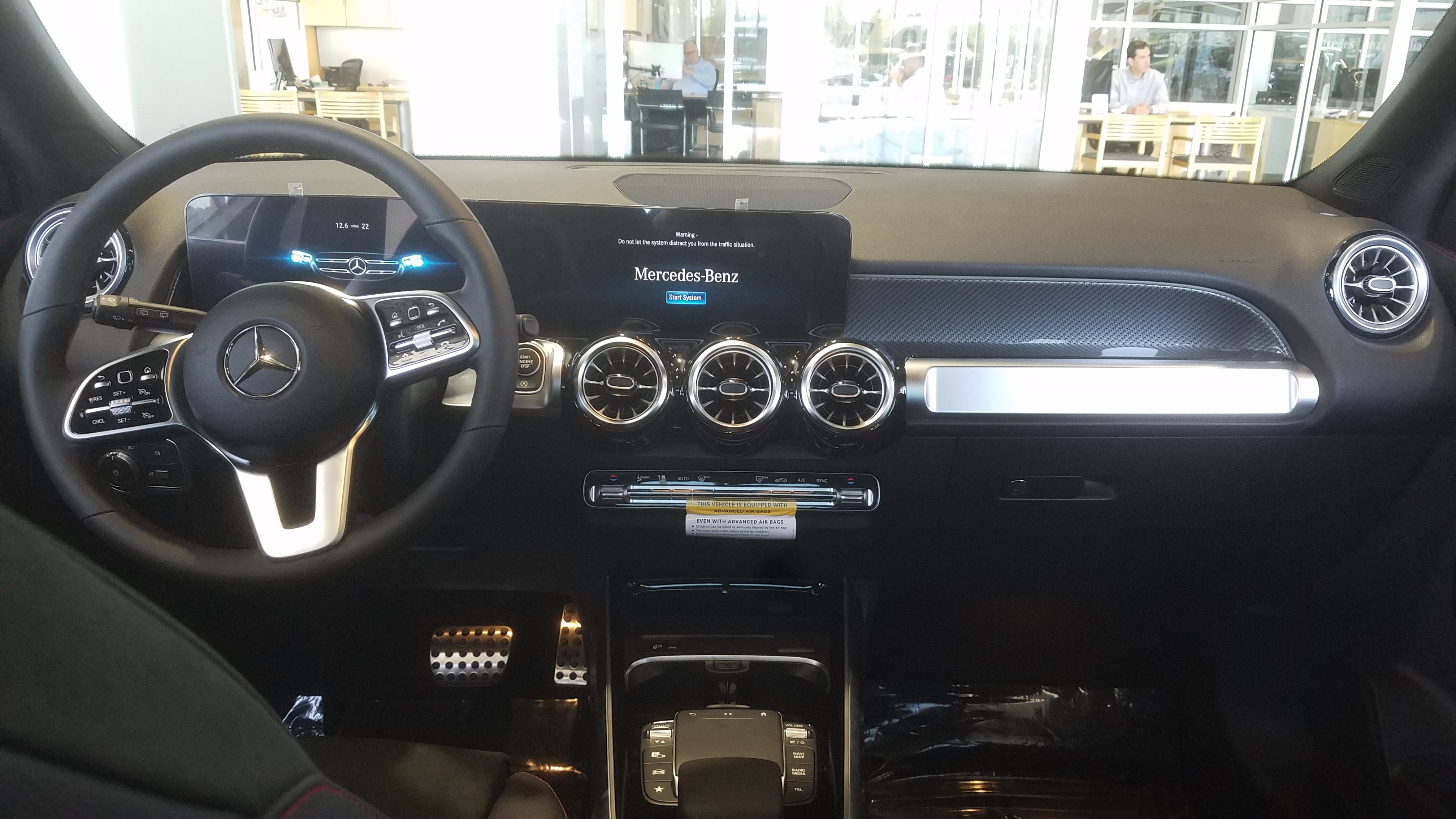

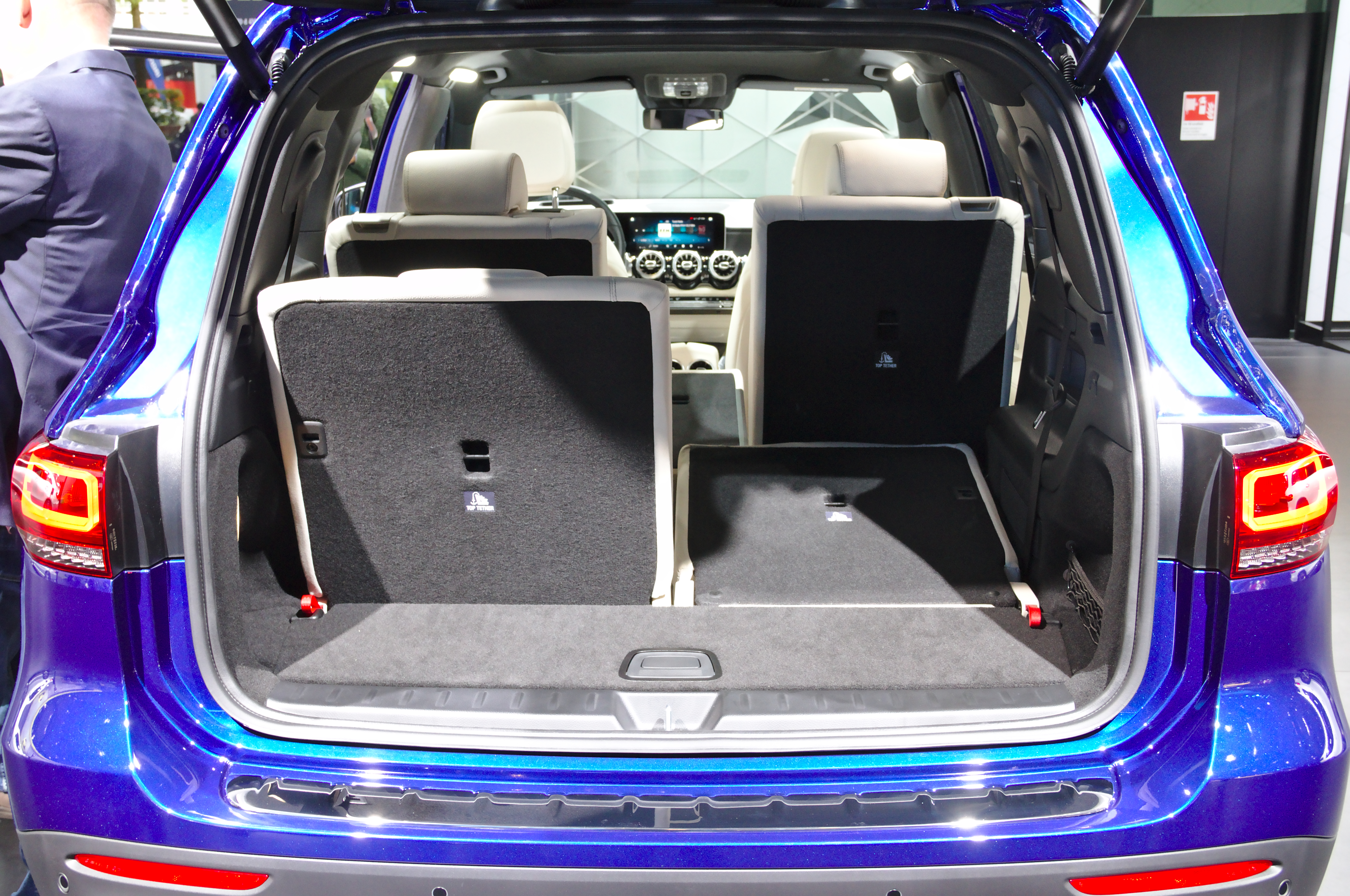

Інформація про появу нового компактного кросовера від компанії Mercedes-Benz («Baby G-wagen» як його жартівливо нарекли західні автомобільні ЗМІ) з'явилася ще в 2014 році.
У 2016 році в об'єктив камер фотошпигунів потрапили тестові прототипи майбутнього GLB-класу. За наявними знімкам вже було видно, що новий GLB-клас буде більшим, ніж GLA, а також зазнає впливу культового G-класу. Трохи пізніше в тому ж році був відображений, на думку редакції «Auto Evolution», передсерійний прототип, покритий маскувальним камуфляжем.

## Перше покоління (X247, з 2019)
Прем'єра нової серії компактних кросоверів від німецької торгової марки Mercedes-Benz відбудеться в 2019 році. Внутрішній індекс моделі — X247. Модель буде збиратися на платформі передньопривідною MFA2 (англ. Modular Front-drive Architecture), яка незабаром стане єдиною для всіх компактних автомобілів компанії (на ній будуть представлені як мінімум три нові моделі, серед яких седан і кабріолет A-класу). Збірка, імовірно, буде налагоджено на заводі в Раштатте, Німеччина. Автомобіль буде пропонуватися як в переднеприводному, так і в повноприводному варіантах. У дизайні будуть переважати риси концепт-кара Ener-G-Force 2012 року, а також нового покоління G-класу (W463), при цьому у неї будуть оригінальні незграбні крила над передніми колесами і високий дах. Довжина автомобіля складе 4,63 метра. Кросовер буде представлений на ринку в п'ятимісній і семимісній версіях. Розширена колісна база передбачає більш широкі задні двері, які в свою чергу полегшають доступ до третього ряду сидінь.
З точки зору концепції управління автомобілем і інформаційними системами, GLB-клас орієнтований на технологічні нововведення E-класу. Ось найголовніші з них кермове колесо з двома тачпадами і сенсорний екран на центральній консолі, який замінить контролер Comand. Великі колеса і додатковий позашляховий пакет з позашляховою підвіскою і високим кліренсом, на думку журналу Auto Bild, підійдуть для невеликих поїздок по звичайній і утрудненою для руху місцевості.
За припущеннями, в початковий модельний ряд увійдуть 2,0-літровий дизельний двигун потужністю до 204 к.с., більш потужний турбований 2,0-літровий бензиновий агрегат потужністю 272 к.с. і твін-турбо двигун для GLB45 AMG потужністю 380 кінських сил. Всі вони будуть агрегуватися восьми-ступінчастим преселективним роботом з двома щепленнями.
У 2024 році Mercedes-Benz оновив зовнішній вигляд GLB-класу, а також зробив стандартними 10,3-дюймові дисплеї приладової панелі та інформаційно-розважальної системи. 
Об'єм багажника Mercedes-Benz GLB 2025 складає 765 л. 

### Mercedes-Benz EQB

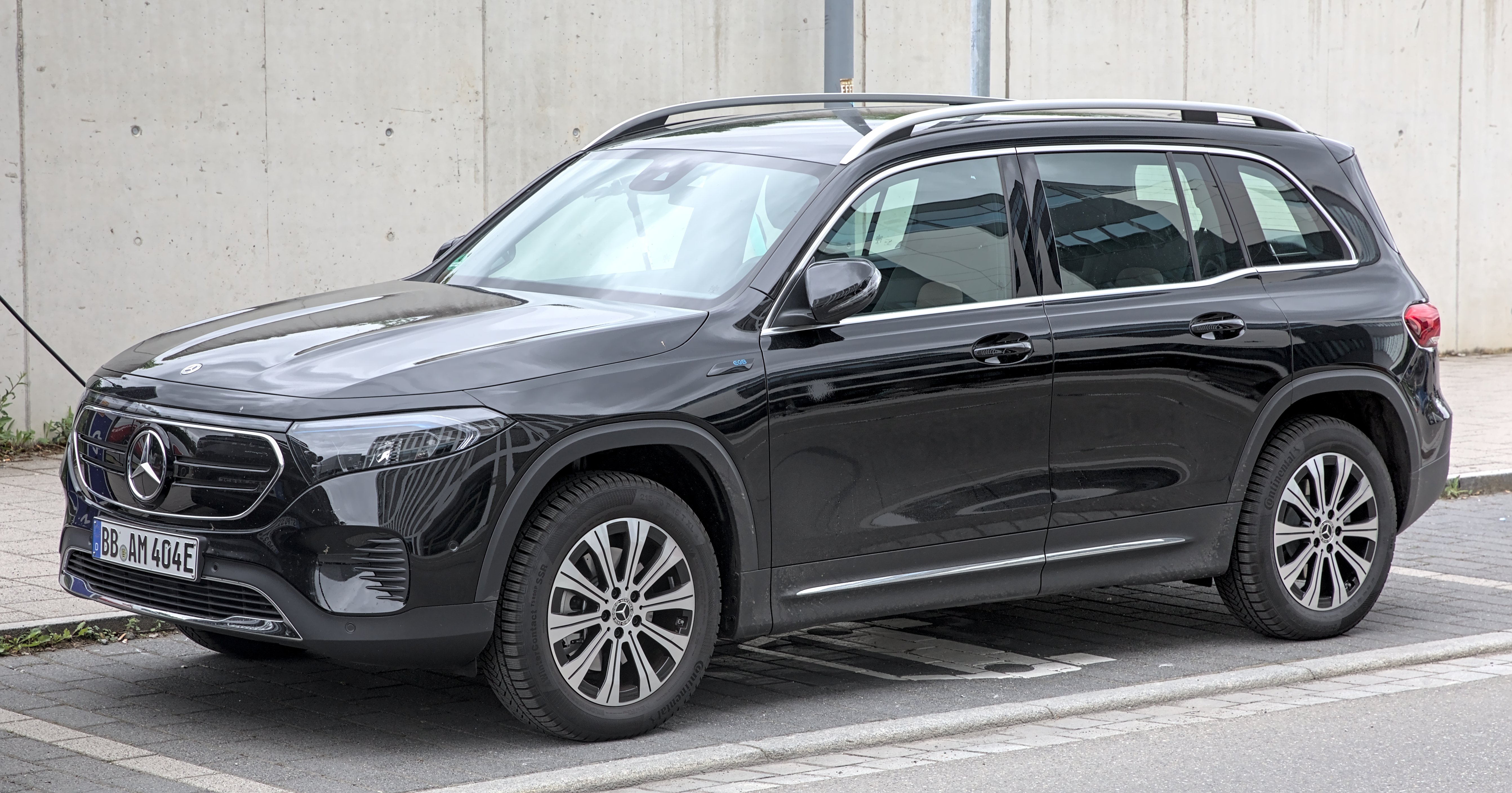
Mercedes-Benz EQB 300

Навесні 2021 року в Китаї дебютував електромобіль Mercedes-Benz EQB, збудований на платформі MFA2 з кузовом від GLB.

### Двигуни
- 1.3 L M282 I4 turbo 163 к.с.
- 2.0 L M260 I4 turbo 224 к.с.
- 2.0 L M260 I4 turbo 306 к.с.
- 2.0 L OM 654 I4 turbo diesel 116 к.с.
- 2.0 L OM 654 I4 turbo diesel 150 к.с.
- 2.0 L OM 654 I4 turbo diesel 190 к.с.

## Продажі
| рік  | Європа | США    | Китай  |
| ---- | ------ | ------ | ------ |
| 2019 | 149    | 1,173  | 3,985  |
| 2020 | 27,223 | 18,709 | 59,500 |